# Ледовский, Иван Григорьевич
Иван Григорьевич Ледовский (15 июня, 1920 год село Моисеевка, Павлодарский уезд, Семипалатинская губерния — 30 ноября 1988 год, Павлодар, Казахская ССР) — старший лейтенант Рабоче-крестьянской Красной Армии, участник Великой Отечественной войны, Герой Советского Союза (1945).

## Биография
Иван Ледовский родился 15 июня 1920 года в селе Моисеевка (ныне — Железинский район Павлодарской области Казахстана). После окончания семи классов школы работал кочегаром на мельнице, трактористом, комбайнёром в колхозе. В сентябре 1938 года Ледовский был призван на службу в Рабоче-крестьянскую Красную Армию. Участвовал в боях советско-финской войны. С первого дня Великой Отечественной войны — на её фронтах. В боях три раза ранен. В 1942 году Ледовский окончил курсы младших политруков, в 1943 году — курсы младших лейтенантов.
К июню 1944 года старший лейтенант Иван Ледовский командовал пулемётным взводом 918-го стрелкового полка 250-й стрелковой дивизии 3-й армии 2-го Белорусского фронта. Отличился во время освобождения Гомельской области Белорусской ССР. 24 июня 1944 года взвод Ледовского поддержал действия батальона во время боёв у деревни Озеране Рогачёвского района. 29 июня Ледовский с товарищем вплавь добрался до парома, находившегося на вражеском берегу, и при помощи телефонного провода вернул его на восточный берег, после чего полк сумел беспрепятственно осуществить переправу.
Указом Президиума Верховного Совета СССР от 24 марта 1945 года за «мужество и героизм, проявленные при форсировании реки Березина» старший лейтенант Иван Ледовский был удостоен высокого звания Героя Советского Союза с вручением ордена Ленина и медали «Золотая Звезда» за номером 7439.
После окончания войны Ледовский был уволен в запас. Проживал и работал в Магадане, Новокузнецке, Павлодаре. Умер 30 ноября 1988 года.
Был также награждён орденами Отечественной войны 1-й и 2-й степеней, рядом медалей.
В честь Ледовского названы улицы в Павлодаре и Калачинске.